# Ferdinand (luna)
Ferdinand je najbolj oddaljeni Uranov retrogradni nepravilni satelit. 

## Odkritje in imenovanje
Luno Ferdinand so odkrili Matthew J. Holman, John J. Kavelaars, Dan Milisavljevic in Brett J. Gladman
13. avgusta 2001. 
Takrat je dobila začasno oznako  S/2001 U 2. Čeprav so jo opazili še 21. septembra in 15. novembra istega leta, potem pa še 13. avgusta in 5. septembra leta 2002, je bila pozneje praktično izgubljena. Ponovno jo je našel 24. septembra 2003 Scott S. Sheppard na posnetkih, ki sta jih skupaj naredila z Davidom Jewittom istega leta. 
Uradno ime je  dobila po vlogi iz Shakespearjeve igre Vihar.
Luna je znana je tudi kot  Uran XXIV.

## Lastnosti
Luna Ferdinand je najbolj oddaljena luna Urana. Njeno gibanje je retrogradno. Na diagramu (levo) so v polarnih koordinatah prikazani osnovni parametri tirnic retrogradnih nepravilnih lun Urana. Ena koordinata predstavlja oddaljenost od planeta, druga koordinata je naklon tirnice. Izsrednost je prikazana s črto, ki poteka od periapside do apoapside (rumena barva). Velikost kroga prikazuje relativno velikost lune.